# Walter Canales Guevara
Walter Eliseo Canales Guevara (Santa Rosa de Lima, La Unión, El Salvador; 1 de enero de 1996) es un futbolista salvadoreño, juega como defensa y su actual equipo es el Municipal Limeño de la Liga Pepsi.

## Clubes
Actualizado al último partido jugado el 15 de mayo de 2025.
| Club Deportivo Municipal Limeño · El Salvador | 1.ª                 | 2016-17             | 17  | 0 | - | - | - | - | 17  | 0 |
| Club Deportivo Municipal Limeño · El Salvador | 1.ª                 | 2017-18             | 35  | 3 | - | - | - | - | 35  | 3 |
| Club Deportivo Municipal Limeño · El Salvador | 1.ª                 | 2018-19             | 32  | 0 | - | - | - | - | 32  | 0 |
| Club Deportivo Municipal Limeño · El Salvador | 1.ª                 | 2019-20             | 22  | 0 | - | - | - | - | 22  | 0 |
| Club Deportivo Municipal Limeño · El Salvador | 1.ª                 | 2020-21             | 18  | 1 | - | - | 1 | 0 | 19  | 1 |
| Club Deportivo Municipal Limeño · El Salvador | 1.ª                 | 2021                | 14  | 0 | - | - | - | - | 14  | 0 |
| Club Deportivo Municipal Limeño · El Salvador | Total               | Total               | 138 | 4 | 0 | 0 | 1 | 0 | 139 | 4 |
| Jocoro Fútbol Club · El Salvador              | 1.ª                 | 2022                | 18  | 1 | - | - | - | - | 18  | 1 |
| Jocoro Fútbol Club · El Salvador              | 1.ª                 | 2022-23             | 14  | 0 | - | - | - | - | 14  | 0 |
| Jocoro Fútbol Club · El Salvador              | Total               | Total               | 32  | 1 | 0 | 0 | 0 | 0 | 32  | 1 |
| Club Deportivo Municipal Limeño · El Salvador | 1.ª                 | 2023-24             | 32  | 0 | - | - | - | - | 32  | 0 |
| Club Deportivo Municipal Limeño · El Salvador | 1.ª                 | 2024-25             | 22  | 0 | - | - | - | - | 22  | 0 |
| Club Deportivo Municipal Limeño · El Salvador | Total               | Total               | 54  | 0 | 0 | 0 | 0 | 0 | 54  | 0 |
| Zacatecoluca FC · El Salvador                 | 1.ª                 | 2025-26             |     |   |   |   |   |   |     |   |
| Zacatecoluca FC · El Salvador                 | Total               | Total               | 0   | 0 | 0 | 0 | 0 | 0 | 0   | 0 |
| Total en su carrera                           | Total en su carrera | Total en su carrera | 224 | 5 | 0 | 0 | 1 | 0 | 225 | 5 |
| (2) No incluye goles en partidos amistosos.   |                     |                     |     |   |   |   |   |   |     |   |

### Distinciones individuales
| Distinción                                              | Año  |
| ------------------------------------------------------- | ---- |
| Jugador determinante del Torneo - Premios Pasión Limeña | 2017 |